# Rangifer (Fachzeitschrift)
Rangifer ist eine 1981 in Norwegen gegründete Fachzeitschrift, die sich anfangs mit dem Thema Ren und Rentierzucht befasste, jedoch ihren Fokus auf alle Huftiere des Nordens ausweitete.
Der Generalsekretär von Reindeer Husbandry Research Sven Skjenneberg (1923–2009) brachte die Zeitschrift in Harstad im Norden Norwegens heraus, jedoch lag ihr Fokus zunächst auf der nördlichen Rentierhaltung und -zucht, weniger auf den Wildbeständen. Ausführliche Resümees in drei Sprachen sollten für internationale Verbreitung und Kenntnisnahme der Beiträge sorgen. 1991 wurde die Veröffentlichungssprache auf Englisch umgestellt. Das Ziel, vier Ausgaben pro Jahr aufzulegen, musste jedoch auf zwei reduziert werden.
1993 erhielt das Blatt den Untertitel Research, Management and Husbandry of Reindeer and other Northern Ungulates. Ohne also den Ausgangspunkt zu verhehlen, wurde das Spektrum der Themen auf nördliche Huftiere ausgedehnt.
Seit 2008 erscheint Rangifer ausschließlich via Internet und die Artikel werden entsprechend ihrem Eingang und ihrer internen Prüfung der Öffentlichkeit zugänglich gemacht. Die gedruckte Auflage wurde eingestellt. 2023 erschien der Jahresband 43.
Seit 1986 erscheint unregelmäßig Rangifer Special Issue, eine Abteilung, die Konferenzbeiträge und Monographien, seit 2008 digital, publiziert. Daneben erschien von 1995 bis 2010, ohne Peer-Review, Rangifer Report, wo Konferenzbeiträge oder Beiträge aus Workshops veröffentlicht wurden.